# Medessen
Medessen ist ein Ortsteil der Gemeinde Priestewitz im Landkreis Meißen in Sachsen.

## Geografie und Verkehrsanbindung
Der Ort liegt nordwestlich des Kernortes Priestewitz an der Kreisstraße K 8550. Die B 101 verläuft östlich. Eine Buslinie verbindet Medessen unter anderem mit Großenhain und Priestewitz.
Am südlichen Ortsrand fließt der Goltzschabach. Südwestlich erstreckt sich das Naturschutzgebiet Seußlitzer Grund. Westlich fließt die Elbe.

## Söhne und Töchter
- Siegfried Klaue (1931–2023), Rechtswissenschaftler